# Klaudia Siciarz
Klaudia Siciarz (* 15. März 1998 in Krakau) ist eine polnische Hürdenläuferin, die sich auf die 100-Meter-Distanz spezialisiert hat.

## Sportliche Laufbahn
Ihren ersten Wettkampf bei internationalen Meisterschaften bestritt Klaudia Siciarz beim Europäischen Olympischen Jugendfestival 2013 in Utrecht, bei dem sie in der Vorrunde über 100 Meter Hürden ausschied. Zwei Jahre später erreichte sie bei den Jugendweltmeisterschaften in Cali in 13,75 s den achten Rang und wiederum zwei Jahre später gewann sie bei den U20-Europameisterschaften in Grosseto in 13,33 s die Bronzemedaille. 2017 wurde sie polnische Hallenmeisterin über 60 Meter Hürden und verbesserte dort ihre Bestleistung auf 8,00 s. Damit verbesserte sie den von Ulrike Denk und Monique Éwanjé-Épée gehaltenen U20-Weltrekord von 8,06 s um 6 Hundertstelsekunden. Zudem qualifizierte sie sich erstmals für die Europameisterschaften in Berlin, bei denen sie mit 13,12 s im Halbfinale ausschied. Bei den Leichtathletik-Halleneuropameisterschaften 2019 in Glasgow gelangte sie im 60-Meter-Hürdenlauf ebenfalls bis in das Halbfinale und schied dort mit 8,14 s aus. Anschließend gewann sie bei den U23-Europameisterschaften in Gävle in 12,82 s die Silbermedaille und musste sich dort nur der Weißrussin Elwira Herman geschlagen geben. Zudem gewann sie mit der polnischen 4-mal-100-Meter-Staffel in 44,08 s die Bronzemedaille hinter den Teams aus Deutschland und Frankreich. 2021 siegte sie in 12,90 s beim Memoriál Josefa Odložila und nahm dann im August an den Olympischen Sommerspielen in Tokio teil und schied dort mit Saisonbestleistung von 12,84 s im Halbfinale aus. Ende August siegte sie dann in 12,95 s beim Palio Città della Quercia in Rovereto.
2022 siegte sie in 12,86 s bei den Kuortane Games und anschließend schied sie bei den Weltmeisterschaften in Eugene mit 13,27 s in der ersten Runde aus, ehe sie bei den Europameisterschaften in München mit 13,00 s im Halbfinale ausschied. Im Jahr darauf kam sie bei den Weltmeisterschaften in Budapest mit 13,25 s nicht über den Vorlauf hinaus. 2024 schied sie bei den Europameisterschaften in Rom mit 12,94 s im Halbfinale aus.
2018 wurde Siciarz polnische Meisterin im 100-Meter-Hürdenlauf im Freien sowie 2017 und 2019 und 2020 und 2022 Hallenmeisterin über 60 m Hürden.

## Persönliche Bestleistungen
- 100 m Hürden: 12,82 s (+1,8 m/s), 12. Juli 2019 in Gävle
  - 60 m Hürden (Halle): 7,95 s, 16. Februar 2019 in Toruń